# マッコイ・タイナー
マッコイ・タイナー（英語: McCoy Tyner、1938年12月11日 - 2020年3月6日）は、アメリカ合衆国のジャズ・ピアニスト。よくはねる演奏スタイルで知られた。よくはねる演奏スタイルが特徴的だった。ジョン・コルトレーンのレギュラー・カルテットでの活動や、リーダーアルバムでも知られた。

## 人物・来歴
タイナーは1938年に、東部ペンシルベニア州フィラデルフィアで生まれた。。母の勧めで、13歳の時にピアノを始める。地元ジャズ・クラブのハウス・ピアニストとして演奏し、来訪する多くのアーティストと共演した。その後、近所にバド・パウエルが引っ越してきて、大きな影響を受けた。
1955年にジョン・コルトレーンと出会い、1960年にコルトレーンのバンドに加入した。ジミー・ギャリソン（ベース）やエルヴィン・ジョーンズ（ドラム）と共にコルトレーンを支え、『コルトレーン』『バラード』『至上の愛』『アセンション』など多くの作品に参加。また、1962年にはバンド・リーダーとしてインパルス!レコードと契約し、初のリーダー・アルバム『インセプション』を発表した。しかし、コルトレーンがフリー・ジャズに傾倒する為、音楽的な方向性の違いから1965年12月にグループを脱退。
1967年、ブルーノートと契約し、『ザ・リアル・マッコイ』などのリーダー・アルバムを発表した。ブルーノートからの2作目『テンダー・モーメンツ』（1967年）は、他界したコルトレーンに捧げた曲「モード・トゥ・ジョン」を収録している。
1971年後半には、ソニー・フォーチュン（サックス、フルート）、カルヴィン・ヒル（ベース）、アルフォンス・ムゾーン（ドラム）を従えたレギュラー・カルテットを編成し、同年マイルストーン・レコードに移籍した。1972年10月末には来日公演を行い、この折にソロ・アルバム『エコーズ・オブ・ア・フレンド』を録音した。マッコイがリーダーとして残したライヴ・アルバムの傑作は1970年代に集中しており、『エンライトメント』『アトランティス』『ザ・グリーティングス』『パッション・ダンス』などが挙げられる。
『The Turning Point』（1992年）で第35回グラミー賞（最優秀ラージ・ジャズ・アンサンブル・パフォーマンス）を受賞した。ヴァーヴ・レコードから発表した『ジャーニー』（1993年）には、ダイアン・リーヴスが参加した。
2020年3月6日、ニュージャージー州の自宅で死去。81歳没。

## ディスコグラフィ
1960年代
- 『インセプション』 - Inception（Impulse!）1962年
- 『リーチング・フォース』 - Reaching Fourth（1962年録音）（Impulse!）1963年
- 『バラードとブルースの夜』 - Nights Of Ballads And Blues（1963年録音）（Impulse!）1963年
- 『トゥデイ・アンド・トゥモロウ』 - Today And Tomorrow（1964年録音）（Impulse!）1964年
- 『ライヴ・アット・ニューポート』 - Live At Newport（1963年録音）（Impulse!）1964年（ライヴ）
- 『プレイズ・エリントン』 - McCoy Tyner Plays Ellington（1964年録音）（Impulse!）1965年
- 『ザ・リアル・マッコイ』 - The Real McCoy（1967年録音）（Blue Note）1967年
- 『テンダー・モーメンツ』 - Tender Moments（1967年録音）（Blue Note）1968年
- 『タイム・フォー・タイナー』 - Time For Tyner（1968年録音）（Blue Note）1968年
- 『エクスパンションズ』 - Expansions（1968年録音）（Blue Note）1968年

1970年代
- Cosmos（1968年～1970年録音）（Blue Note）1976年
- 『エクステンションズ』 - Extensions（1970年録音）（Blue Note）1973年
- 『アサンテ』 - Asante（1970年録音）（Blue Note）1974年
- 『サハラ』 - Sahara（1972年録音）（Milestone）1972年
- 『ソング・フォー・マイ・レディ』 - Song For My Lady（1972年録音）（Milestone）1972年
- 『エコーズ・オブ・ア・フレンド』 - Echoes Of A Friend（1972年録音）（JVC, Milestone）1972年
- 『ソング・オブ・ザ・ニュー・ワールド』 - Song Of The New World（1973年4月録音）（Milestone）1973年
- 『エンライトメント』 - Enlightenment（1973年7月録音）（Milestone）1973年
- 『サマ・ラユーカ』 - Sama Layuca（1974年録音）（Milestone）1974年
- 『アトランティス』 - Atlantis（1974年録音）（Milestone）1975年（ライヴ）
- 『トライデント』 - Trident（1975年録音）（Milestone）1975年
- 『フライ・ウィズ・ザ・ウインド』 - Fly With The Wind（1976年録音）（Milestone）1976年
- 『フォーカル・ポイント』 - Focal Point（1976年録音）（Milestone）1976年
- 『スーパートリオズ』 - Supertrios（1977年録音）（Milestone）1977年
- 『インナー・ヴォイセズ』 - Inner Voices（1977年録音）（Milestone）1977年
- 『ザ・グリーティングス』 - The Greeting（1978年録音）（Milestone）1978年（ライヴ）
- 『パッション・ダンス』 - Passion Dance（1978年録音）（Milestone）1978年（ライヴ）
- 『カウンターポインツ：ライブ・イン・トーキョー』 - Counterpoints: Live in Tokyo（1978年録音）（Milestone）2004年（ライヴ）
- Together（1978年録音）（Milestone）1979年
- 『ホライゾン』 - Horizon（1979年録音）（Milestone）1980年

1980年代
- 『フォータイムス・フォー』 - Quartets 4 X 4（1980年録音）（Milestone）1980年
- 13th House（1980年録音）（Milestone）1981年
- 『ザ・リジェンド・オブ・ジ・アワー』 - La Leyenda de La Hora（1981年録音）（Columbia）1981年
- 『ルッキング・アウト』 - Looking Out（1982年録音）（Columbia）1982年
- エルヴィン・ジョーンズと共同名義, 『ラヴ＆ピース』 - Love & Peace（1982年録音）（TRIO、AMJ）1982年
- 『ディメンションズ』 - Dimensions（1983年録音）（Elektra）1984年
- ジャッキー・マクリーンと共同名義, 『イッツ・アバウト・タイム』 - It's About Time（1985年録音）（Blue Note）1985年
- Just Feelin'（1985年録音）（Palo Alto）1985年
- 『ダブル・トリオ』 - Double Trios（1986年録音）（DENON）1986年
- フランク・モーガンと共同名義, Major Changes（1987年録音）（Contemporary）1987年
- 『ボン・ヴォヤージュ』 - Bon Voyage（1987年録音）（Timeless）1987年
- Blues for Coltrane: A Tribute to John Coltrane（1987年録音）（Impulse!）1987年
- Live At The Musicians Exchange Cafe（1987年録音）（Who's Who in Jazz）1987年（ライヴ）
- Revelations（1988年録音）（Blue Note）1988年（ライヴ）
- Uptown/Downtown（1988年録音）（Milestone）1988年（ライヴ）
- Live At Sweet Basil（1989年録音）（KING）1989年（ライヴ）
- Things Ain't What They Used To Be（1989年録音）（Blue Note）1989年（ライヴ）

1990年代
- ステファン・グラッペリと共同名義, One on One（1990年録音）（Milestone）1990年
- Blue Bossa（1991年録音）（LRC）1991年
- Autumn Mood（1991年録音）（Laserlight）1991年
- Soliloquy（1991年録音）（Blue Note）1991年（ライヴ）
- 『リメンバリング・ジョン』 - Remembering John（1991年録音）（Enja）1991年
- 『ニューヨーク・リユニオン』 - New York Reunion（1991年録音）（Chesky）1991年
- 44th Street Suite（1991年録音）（Red Baron）1991年
- 『キー・オブ・ソウル』 - Key Of Soul（1991年録音）（AMJ）1991年（ライヴ）
- Solar: Live at Sweet Basil（1991年録音）（Sweet Basil）1991年（ライヴ）
- スティーヴ・グロスマンのリーダー作品, The Turning Point（1991年録音）（Verve）1991年（ライヴ）
- Live In Warsaw（1991年録音）（Who's Who in Jazz）1991年（ライヴ）
- 『ターニング・ポイント』 - The Turning Point（1991年録音）（Birdology）1992年（第35回グラミー賞（最優秀ラージ・ジャズ・アンサンブル・パフォーマンス）受賞）
- 『ジャーニー』 - Journey（1993年録音）（Verve）1993年
- ボビー・ハッチャーソンと共同名義, 『マンハッタン・ムーズ』 - Manhattan Moods（1993年録音）（Blue Note）1994年
- Prelude And Sonata（1994年録音）（Milestone）1995年
- 『インフィニティ』 - Infinity（1995年録音）（Impulse!）1995年
- 『アルフィー：ザ・ミュージック・オブ・バート・バカラック』 - What The World Needs Now: The Music Of Burt Bacharach（1996年録音）（Impulse!）1997年
- 『マッコイ・タイナー・プレイズ・ジョン・コルトレーン：ライヴ・アット・ザ・ヴィレッジ・ヴァンガード』 - McCoy Tyner Plays John Coltrane: Live at the Village Vanguard（1997年録音）（Impulse!）2001年（ライヴ）
- McCoy Tyner & The Latin All-Stars（1998年録音）（Telarc）1999年
- スタンリー・クラークおよびアル・フォスターと共同名義, McCoy Tyner With Stanley Clarke & Al Foster（1999年録音）（Telarc）2000年

2000年代
- Jazz Roots:McCoy Tyner Honors Jazz Piano Legends Of The 20th Century（2000年録音）（Telarc）2000年
- Land of Giants（2002年録音）（Telarc）2003年
- 『イルミネーションズ』 - Illuminations（2003年録音）（Telarc）2004年
- Quartet（2006年録音）（McCoy Tyner Music）2007年（ライヴ）
- Guitars（2006年録音）（McCoy Tyner Music）2008年
- Solo: Live from San Francisco（2007年録音）（McCoy Tyner Music）2009年（ライヴ）

## テレビ出演
- 『東京JAZZ 2009』 (NHK BShi)2009年9月30日, 10月1日